# Équipe d'Eswatini de rugby à XV
L'équipe d'Eswatini de rugby à XV rassemble les meilleurs joueurs de rugby à XV d'Eswatini. Elle est membre de Rugby Afrique et joue actuellement dans la Coupe d'Afrique 2.

## Histoire
L'équipe d'Eswatini est classée à la 98e place au classement World Rugby du 9 mars 2020.

## Palmarès
- Coupe du monde
  - 1987 : non invité
  - 1991 : pas qualifié
  - 1995 : pas qualifié
  - 1999 : pas qualifié
  - 2003 : pas qualifié
  - 2007 : pas qualifié